# Газганське родовище мармуру
Газганське родовище мармуру — унікальне за декоративними властивостями каменю родовище у Навоїйській області. Узбекистану за 80 км від м. Навої.

## Історія
Відкрите в 1934, розвідане в 1935 р.

## Характеристика
Родов. пов'язане з газганською світою верхньосилурійського віку і розташоване на півд.-зах. крилі Газганського антиклінорію. Світа загальною товщиною 950—1100 м складена різними за забарвленням мармурами, прорваними граніт-аплітовими і діабазовими дайками. Потужність продуктивного горизонту 75-200 м, кут падіння 40°. Фізико-механіч. властивості мармуру: щільність 2600 кг/м³; пористість 0,8 %; водопоглинання 0,3 %; межа міцності на стиснення 110—160 МПа; здатність до розтирання 0,28 г/см2. Мармур (вміст СаО 55 %) тонко- і дрібнозернистої структури, багатоколірний: білий, рожевий, жовтий, димчастий тощо — всього понад 35 забарвлень. Світлі кольорові відтінки мармуру становлять 78 %, сірки — 22 %. Загальні запаси 9 млн м³.

## Технологія розробки
З 1970 розробляється кар'єрами. Видобуток каменю здійснюється комбінованим способом: буроклиновим і з використанням канатних пилок.